# マルハズ・アキシュバイア

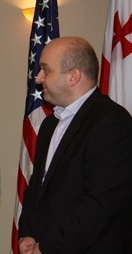
マルハズ・アキシュバイア

マルハズ・アキシュバイア（アブハズ語: Малхас Акшба、グルジア語: მალხაზ აკიშბაია、1972年5月6日 – ）は、アブハジアの政治家。アブハジア自治共和国における法令上の首相（2006年3月–2009年6月）を務めた。

## 生涯
1972年にグルジアSSRのアブハズASSRガリ地区グダヴァにて誕生。1994年にキエフ大学を卒業し、オックスフォード大学で修士課程を修了。経済省（1999年–2001年）、国防省（2004年）、国家安全保障会議（2004年）に勤務。2004年12月から2006年3月までアブハジア自治共和国政府 (GARA) で財務大臣を務め、2006年3月21日にGARA政府長に就任。2008年8月、南オセチア紛争によりトビリシに亡命政府を設置。2009年6月11日に辞任、後任にはギオルギ・バラミアが就いた。2010年、ジョージア政府にて農業次官に就任。